# عبد الجواد صالح
عبد الجواد صالح عطا الحمايل (وُلد في 3 ديسمبر 1931 في البيرة) سياسي فلسطيني وعضو سابق في المجلس المركزي الفلسطيني واللجنة التنفيذية في منظمة التحرير الفلسطينية بين عامي 1974 و1982، كما يُعد أول وزيرٍ للزراعة في حكومات السلطة الوطنية الفلسطينية، وعضو منتخب في المجلس التشريعي الفلسطيني الأول عام 1996 بـ 29,445 صوت. كان رئيسًا لبلدية مدينة البيرة لأكثر من 20 عامًا.

## حياته
من مواليد مدينة البيرة سنة 1931. بعد إنهاء تعليمه المتوسط التحق بـ الجامعة الأمريكية بالقاهرة وحصل على درجة البكالوريوس في الاقتصاد السياسي سنة 1955. كان ناشطاً في حزب البعث في الوقت الذي كان يدرس فيه.
إثر عودته إلى فلسطين التحق بالعمل السياسي المنظم ومن ثم في العمل السياسي الجماهيري. انتخب صالح رئيساً لبلدية البيرة عام على رأس قائمة وطنية (1972)، وشكل مع آخرين من ممثلي المؤسسات الشعبية والأحزاب التي نشطت في الأراضي المحتلة لجنة التوجيه الوطني التي قادت النضال الفلسطيني ضد الاستيطان وممارسات الاحتلال والتي انطوت تحت الجبهة الوطنية الفلسطينية، ولم تطرح نفسها بديلاً عن منظمة التحرير الفلسطينية التي كان يرأسها ياسر عرفات ومؤسساتها ومكاتبها في الخارج.
أسس وترأس مركز القدس للدراسات التنموية في عمان بعد إبعاده في العام 1973؛ عاد إلى الأراضي الفلسطينية المحتلة في نيسان عام 1993. انتخب عضواً في المجلس التشريعي الفلسطيني في منطقة رام الله في الانتخابات التشريعية عام 1996؛ عين وزيراً للزراعة في السلطة الوطنية الفلسطينية لمدة عامين ولكنه ما لبث أن استقال من منصبه عام 1998؛ كان أحد الموقعين على “وثيقة العشرين” أول بيان علني ينتقد الفساد في السلطة الفلسطينية تحت عنوان “صرخة من أرض الوطن” في أواخر تشرين الثاني/ نوفمبر عام 1999.
اتخذ صالح، الذي نظر إليه كشخصية مبدئية، مواقف مستقلة ومعارضة لسياسة الرئيس الراحل ياسر عرفات الذي لم ينجح في تطويعه. عارض بشدة التنازلات التي وقعت إبان اتفاق أوسلو وبقي على مبدئه. استشهد ابنه ماهر عبد الجواد في تدريبات عسكرية كان يجريها في لبنان في العام 1974.
أحدثت استقالته من المجلس المركزي لمنظمة التحرير بلبلة في الحياة السياسية الفلسطينية، فقد اتهم في نص الاستقالة قيادة منظمة التحرير وعلى رأسها محمود عباس من تقويض القضية الفلسطينية.